# William Perry (Footballspieler)
William Anthony Perry (* 16. Dezember 1962 in Aiken, South Carolina) ist ein ehemaliger US-amerikanischer American-Football-Spieler in der National Football League (NFL). Der 1,88 Meter große Perry spielte hauptsächlich als Defensive Tackle für die Chicago Bears, wurde aber auch als Runningback eingesetzt.

## Biografie
Perry war seit seiner Jugend ein exzellenter Footballspieler, wurde im College an der Clemson University als „Nose Tackle“ dreimal ins All-American Team gewählt und gewann 1981 die NCAA-Meisterschaft. Er wurde im NFL Draft 1985 als 22. Spieler von den Chicago Bears ausgewählt. Der 1,88 Meter große und während seiner besten Tage 152 Kilogramm schwere Perry bekam aufgrund seines wuchtigen Körperbaus die Spitznamen „The Refrigerator“ (dt.: der Kühlschrank) oder kurz „The Fridge“ und spielte Defensive Tackle. Obwohl er auf dem Spielfeld meist in der Defense eingesetzt wurde, erkannte der Head Coach der Bears, Mike Ditka, seine Offensivqualitäten und setzte ihn für Laufspielzüge kurz vor der gegnerischen Endzone (sog. „short yardage plays“) als zusätzlichen Runningback ein. Wenn sich „The Fridge“ wie ein menschlicher Rammbock in die gegnerischen Linebacker warf, war die Wucht so stark, dass es selbst die stärksten Defensivleute von den Füßen holte. So blockte er meist dem (eigentlichen) Runningback Walter Payton den Weg zu einem einfachen Touchdown frei, konnte aber auch selbst mit dem Football in die Endzone laufen, und war fangsicher genug, um auch einen kurzen Pass von Quarterback Jim McMahon zu bekommen. In Chicago wurde Perry liebevoll „dickster Runningback aller Zeiten“ genannt und wurde zum Publikumsliebling.
Prominentes Opfer von Perrys Offensivqualitäten war George Cumby, Linebacker von den Green Bay Packers. Er war „nur“ 101 Kilogramm schwer und Opfer von drei Touchdowns der Bears, bei denen ihn Perry schlecht aussehen ließ. Beim ersten Touchdown rannte ihn Perry mit solcher Wucht um, dass er umkippte und Walter Payton hinter ihm unbedrängt mit dem Football in die Endzone laufen konnte. Beim zweiten Mal kegelte ihn Perry selbst mit dem Football in der Hand um, und beim dritten Touchdown war er so darauf fixiert, den anstürmenden Perry zu stoppen, dass er zu spät merkte, dass „The Fridge“ einen Haken schlug und unbedrängt einen Pass von Jim McMahon in der Endzone fangen konnte. Die Presse feierte Perry als „die beste Verwendung von Fett seit der Erfindung des Bacons“, und Cumby gab später zu, „keine Ahnung“ zu haben, wie er Perry hätte stoppen können.
Perry trug seinen Teil dazu bei, dass die Bears 1985 den Super Bowl XX gewannen. In einem der einseitigsten Super Bowls der Geschichte der NFL (Sieg mit 46:10 gegen die New England Patriots) erzielte „The Fridge“ mit einem seiner typischen kurzen Touchdownläufe das zwischenzeitliche 46:3. Weil Perry Fingergröße 25 hat, bekam er den größten Super-Bowl-Ring, der jemals angefertigt wurde. Doch ab 1987 bekam Perry Alkohol- und Gewichtsprobleme, die er trotz Mahnungen von Team und Familie nicht in den Griff bekam. Obwohl seine Fitness stetig abnahm, spielte Perry bis 1993 für die Bears. Danach spielte er zwei Jahre für die Philadelphia Eagles. Insgesamt machte er 138 Spiele in der NFL. Nach seiner NFL-Karriere ging er für ein Jahr zu den London Monarchs der europäischen World League of American Football, bevor er seine Karriere beendete.
Perry ist der schwerste NFL-Spieler, der aus einem „set play“ heraus (d. h. aus einem regulären Spielzug heraus ohne Fumble oder Interception) einen Touchdown erzielte.

## Medienauftritte
Perrys „Fridge“-Gimmick, seine offene Art und sein charakteristisches Zahnlückenlächeln machten ihn zu einem Medienliebling. Er trat bei Johnny Carson und David Letterman auf und nutzte seinen Ruhm, um sich als Teilzeitrapper (The Chicago Bears Super Bowl Shuffle), als Werbefigur für u. a. McDonald’s, Taco Bell und Coca-Cola, als Cameo-Schauspieler in der Fernsehserie Das A-Team und als Teilzeitwrestler in der World Wrestling Entertainment zu betätigen. Er zierte das Cover der Juli-Ausgabe der Sports Illustrated (2000) und wurde 2006 in die WWE Hall of Fame als „Celebrity Inductee“ gewählt. Im Jahr 2009 wurde er von der NFL zum „größten Charakterkopf der NFL-Geschichte“ gewählt.
In der Sitcom Immer wieder Jim spielte Perry in Staffel 8, Folge 15 "Der Kampf der Giganten" in einem Cameo-Auftritt sich selbst.

## Privatleben
Perry ist verheiratet mit seiner Frau Sherry, und gemeinsam haben sie vier Kinder. Er ist das zehnte von zwölf Kindern. Den Spitznamen „The Fridge“ verdankte er unter anderem seinem Kragenumfang von 22 Inches und seiner Hemdgröße von 58 (amerikanisches Maß), was im europäischen Maß XXXXXXL entsprechen würde. Er wog bereits bei der Geburt 6,1 Kilogramm und war als Jugendlicher schon 140 Kilogramm schwer. Nach seiner Footballkarriere ging Perry in die Bauindustrie und gründete seine eigene Firma.
Perry litt nach seiner Karriere an schweren Alkoholproblemen, die seine Ehe schwer belasteten. Er erkrankte 2009 am Guillain-Barré-Syndrom und verbrachte fünf Monate im Krankenhaus.